# Hermann Mattern
Hermann Mattern (* 27. November 1902 in Hofgeismar; † 17. November 1971 in Greimharting) war ein deutscher Landschaftsarchitekt und Architekt.

## Leben
Hermann Mattern wurde 1902 in Hofgeismar in Hessen geboren. Nach einer Gärtnerlehre von 1919 bis 1921 und mehreren Jahren als Geselle im Garten- und Landschaftsbau nahm er 1924 ein Studium an der Lehr- und Forschungsanstalt für Gartenbau (LuFA) in Berlin-Dahlem auf. In dieser Zeit besuchte er auch Architektur-Vorlesungen von Heinrich Tessenow und Walter Gropius. Kurze Zeit war er in der Planungsabteilung der Stadtverwaltung Magdeburg tätig. Auch arbeitete er mit dem Gartenarchitekt Leberecht Migge zusammen.
Nachdem er 1927 das Studium abgeschlossen hatte, übernahm er die Leitung der Entwurfsabteilung im Büro von Karl Foerster und Herta Hammerbacher in Potsdam-Bornim. Er entwickelte Ortsplanungen, Städtebauprojekte, führte aber auch diverse Objektplanungen im Landschaftsbau durch.
In den 30er Jahren entwarf Mattern zusammen mit anderen Landschaftsarchitekten und Adolf Loos ein Konzept zum Garten der Müllerova vila.
Mattern gestaltete eine Vielzahl von Gärten für die Landhäuser der Architekten Otto von Estorff und Gerhard Winkler,
welche in den 1930er Jahren den Landhausstil im Raum Potsdam prägten. Ihm oblag auch die Gestaltung des Gartens für das Marinelazarett Stralsund.

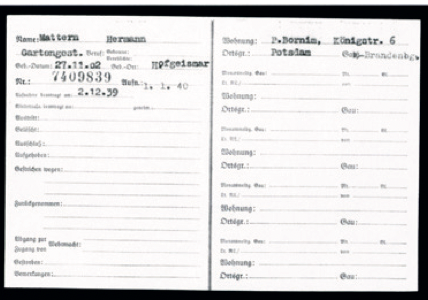
NSDAP-Mitgliedskarte von Dr. Hermann Mattern

 1935 gründete er sein eigenes Planungsbüro mit Karl Foerster. Noch im gleichen Jahr bis 1945 wurde er von Alwin Seifert zum „Landschaftsanwalt“ für den Bau der Reichsautobahnen berufen. Zusammen mit dem Landschaftsarchitekten Friedrich Schaub, dem Anthroposophen Max Karl Schwarz sowie dem Autobahningenieur Hans Lorenz, war er für die Planung und Gestaltung der Reichsautobahn Wien-Brünn-Breslau und insbesondere des Rasthauses am Franziskaner-Kloster in Mährisch-Trübau tätig.
1935 entwarf er den Privatgarten von Albert Speer in Berlin-Schlachtensee, später den des privaten Sommersitzes von Robert Ley in Bad Saarow.
Von 1936 bis 1939 plante er die Reichsgartenschau 1939 auf dem Stuttgarter Killesberg.
Am 2. Dezember 1939 beantragte er die Aufnahme in die NSDAP und wurde zum 1. Januar 1940 aufgenommen (Mitgliedsnummer 7.409.839).
Nach Kriegsende betrieb er zusammen mit Ernst Röttger und Arnold Bode 1948 die Wiedereinrichtung der Kunstakademie Kassel (unter dem Namen Werkakademie, später Staatliche Hochschule für Bildende Künste). Ab 1948 war er Professor am dortigen Seminar, später Abteilung für Landschaftskultur.
Von 1950 bis 1955 war er an Vorbereitung und Durchführung der Bundesgartenschau in Kassel beteiligt. In dieser Zeit stieß er 1953 zum Club 53 um Arnold Bode.
Danach war er auch in Bonn und erneut in Stuttgart tätig.
Im Jahr 1961 nahm er eine Professur für Landschaftsbau und Gartenkunst an der Technischen Universität Berlin an und hatte diese Funktion bis 1970 inne. 1965 gründete Hermann Mattern die „Karl-Foerster-Stiftung für angewandte Vegetationskunde“ in Berlin.
1971 starb Hermann Mattern in Greimharting am Chiemsee (Bayern).
Hermann Mattern arbeitete mit vielen Gartenarchitekten, Architekten und Künstlern zusammen, so mit Hugo Häring, Hans Scharoun, Hans Poelzig, Oskar Schlemmer, Herta Hammerbacher, Hermann Göritz und Gerhard Graubner.

## Privates
1928 heiratete er Herta Hammerbacher. Aus der Ehe ging eine Tochter, Merete Mattern hervor. Die Ehe wurde 1935 wieder geschieden. Die Familie beauftragte 1932 Hans Scharoun mit dem Bau eines Hauses in Potsdam-Bornim (Florastr. 53), welches 1934 fertiggestellt wurde. 1935 heiratete er die Fotografin Beate zur Nedden.
Der Nachlass Mattern befindet sich im Universitätsarchiv der TU Berlin.

## Publikationen
- Freiheit in Grenzen (Bilder v. Gärten), Kassel: Bärenreiter, 1938
- Hermann Mattern (Hrsg.), Fritz Caspari [u. a.] (Mitarb.): Die Wohnlandschaft: Eine Sammlung von Aussagen über die menschliche Tätigkeit in der Landschaft, Stuttgart: Hatje, 1950
- Kasseler Gartenbuch: zugleich Ausstellungskatalog der Bundesgartenschau Kassel 1955; Kassel: Bundesgartenschau, 1955 (Gesamtplanung und künstlerische Leitung: Hermann Mattern)
- Erika Brödner, Immanuel Kroeker, Maximilian Debus, Hermann Mattern (Mitarb.): Schulbauten; 2. umgearb. Aufl., München: Rinn, um 1951
- mit Beate Mattern: Gärten und Gartenlandschaften, geplant u. gebaut von Hermann Mattern, besprochen u. beschrieben mit Beate Mattern, Stuttgart: Hatje, 1960
- Gras darf nicht mehr wachsen: 12 Kap. über d. Verbrauch d. Landschaft, (Bauwelt Fundamente, 13); Berlin, Frankfurt/M., Wien: Ullstein, 1964
- Flurlandschaft; in: Ernst May: Stadtlandschaft, (Berichte aus der Arbeit der Arbeitsgemeinschaft zur Verbesserung der Agrarstruktur in Hessen e. V., 16); Wiesbaden: AVA-Arbeitsgemeinschaft z. Verbesserung d. Agrarstruktur in Hessen e. V., 1964
- mit Peter Pfankuch: Peter Joseph Lenné (Ausstellungskatalog); Berlin: Senator f. Wissenschaft u. Kunst / Akademie d. Künste, 1966

## Ausgeführte Projekte (Auswahl)
- 1928: Hausgarten Friedrich Bergius, Heidelberg[9]
- 1934/35: Hausgarten Albert Speer, Berlin[10]
- 1939 bzw. 1950: Reichsgartenschau bzw. Deutsche Gartenschau, Stuttgart[11]
- 1951: Privathaus Hermann Mattern mit Garten, Kassel (1955 von der Hessischen Landesregierung als „vorbildliche Leistung“ ausgezeichnet)[12]
- 1955: Bundesgartenschau, Kassel[13]
- 1957: Villengarten Robert von Hirsch, Basel[14]
- 1957–1960: Hausgarten Karl Ströher, Darmstadt[15]
- 1958: Haus und Garten Paepke, Hofgeismar[16]
- 1958–1962 (nicht erhalten): Außenanlagen Staatsarchiv Detmold[17]
- 1958–1962: Neukonzeption Schlossparkanlagen Adelebsen[18]
- 1961/62: Gaußturm Dransfeld[19]
- 1961–1964: Haus und Garten Ernst Hassler, Oerlinghausen[20]
- 1960–1964: Haus und Garten Dr. Ohlmer, Hardegsen[21]
- 1963–1964: Außenanlagen Philharmonie Berlin[22]
- 1964–1967: Restaurierung Schlosspark Dyck und Neuanlage Azaleengarten, Jüchen[23]